# Drew Fulk

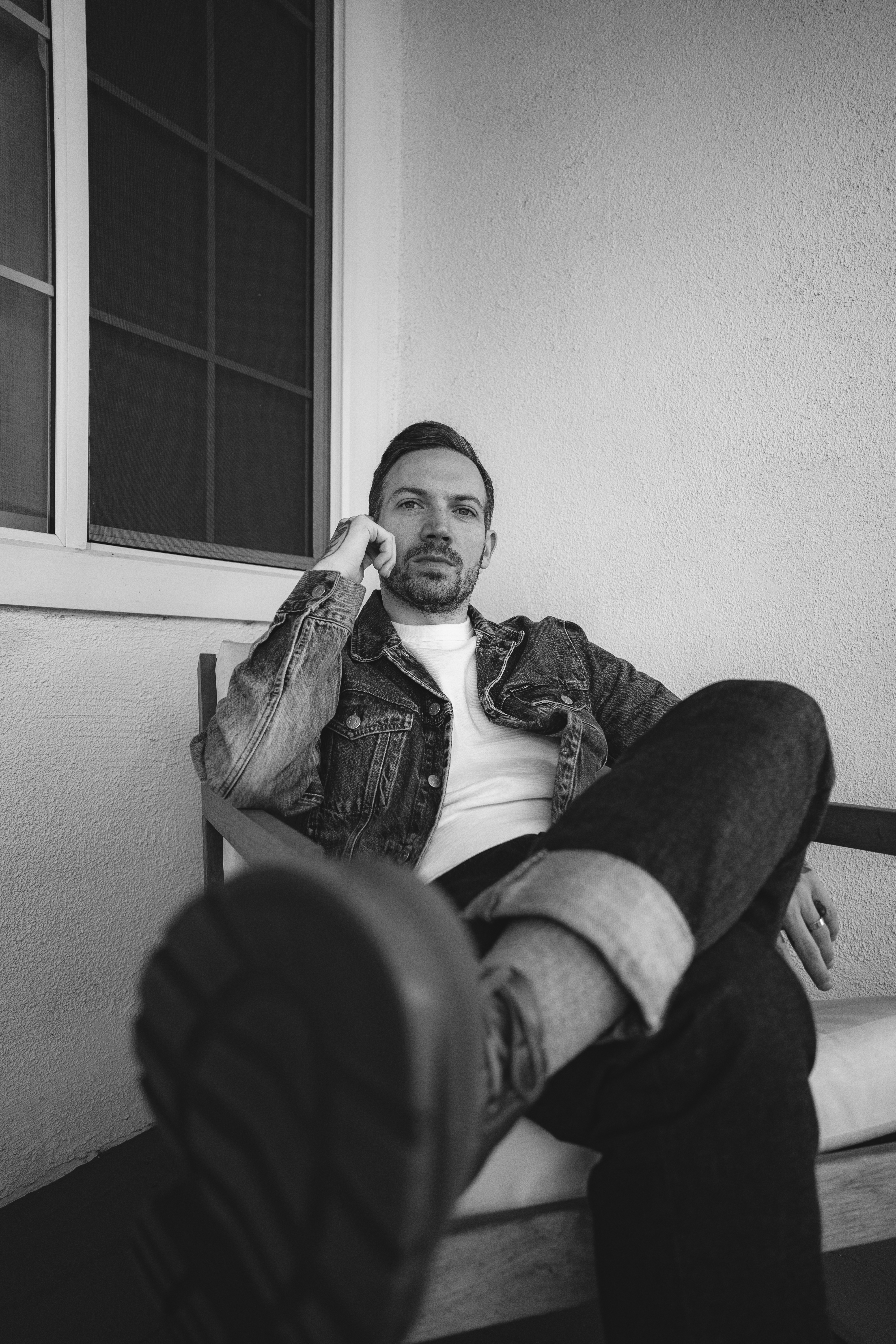
Drew Fulk (2024)

Drew Fulk (* 1. Mai 1987 in Kernersville) ist ein US-amerikanischer Musikproduzent und Songwriter. Er ist außerdem Inhaber des Musikverlages In the Cut Publishing.

## Karriere
Fulk wuchs im US-Bundesstaat North Carolina auf. Er spielte Schlagzeug in einer Punk-Rock-Band und schloss ein Studium der Wirtschaftswissenschaften ab. Ab Anfang der 2010er Jahre arbeitete Fulk als Toningenieur. Später eröffnete er mit Think Sound sein erstes Tonstudio. Im Jahre 2014 zog er nach Los Angeles und begann, unter dem Pseudonym Wzrd Bld (Wizard Blood) zu arbeiten. Drew Fulk arbeitet hauptsächlich mit Rock- und Metal-Bands zusammen, aber auch mit dem Rappern, wie Lil Peep oder Kevin Gates. Bei den Grammy Awards 2024 wurde das von Drew Fulk mitkomponierte Disturbed-Lied Bad Man in der Kategorie Best Metal Performance nominiert.

## Werke

### Produzierte Alben
- Bad Wolves – N.A.T.I.O.N.
- Chelsea Grin – Eternal Nightmare
- Corpse – Distain
- Crown the Empire – Retrocrade
- Dance Gavin Dance – Afterburner
- Disturbed – Divisive
- Emmure – Look at Yourself, Hindsight
- Fit for a King – Dark Skies, The Path, The Hell We Create
- Kevin Gates – Breakfast
- Highly Suspect – The Midnight Demon Club
- Ice Nine Kills – The Silver Scream, The Silver Scream 2: Welcome to Horrorwood
- Ayron Jones – Child of the State
- Knocked Loose – You Won’t Go Before You’re Supposed To
- Make Them Suffer – How to Survive a Funeral
- Miss May I – Shadow Inside
- Motionless in White – Graveyard Shift, Disguise, Scoring the End of the World
- Nothing More – Carnal
- nothing, nowhere. & Travis Barker – Bloodlust
- Papa Roach – Ego Trip
- The Plot in You – Dispose
- Pop Evil – Versatile
- Wage War – Pressure, Manic, Stigma
- We Came as Romans – Cold Like War, Darkblood

### Autorenbeteiligungen (Auswahl)
- A Day to Remember – Bloodsucker
- Bad Wolves – Killing Me Slowly, Remember When, Sober
- Beartooth – I Was Alive, What Are You Waiting For?, You Never Know
- Bullet for My Valentine – Coma, Not Dead Yet
- Illenium feat. Spiritbox – Shivering
- Ayron Jones – Free
- Lil Peep – Runaway, Sex W My Ex
- Motionless in White – Devil’s Night, Reincarnate
- Northlane – Vultures
- Pale Waves – Clean, You’re So Vain
- Papa Roach – Kill the Noise
- Pop Evil – Breathe Again, Waking Lions